# Sant'Eligio (Nanni di Banco)

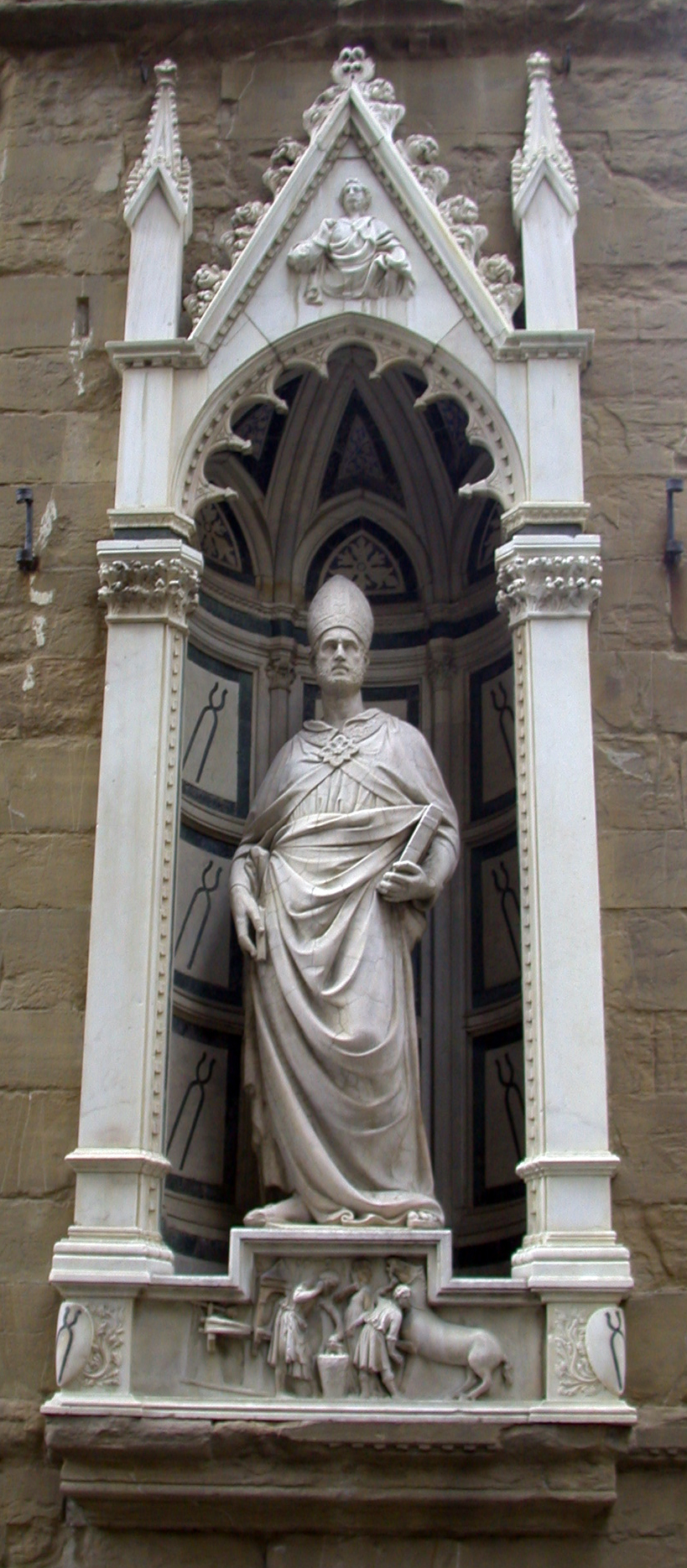
Sant'Eligio di Nanni di Banco.

La statua di Sant'Eligio di Nanni di Banco fa parte del ciclo delle quattordici statue dei protettori delle Arti di Firenze nelle nicchie esterne della chiesa di Orsanmichele. Fu commissionata dall'Arte dei Maniscalchi e risale al 1417-1421 circa, collocata in situ nel 1422 circa. È in marmo apuano ed è alta 240 cm. Oggi si trova conservata all'interno del Museo di Orsanmichele, mentre all'esterno è sostituita da una copia.

## Storia
Sant'Eligio era patrono dei maniscalchi e degli Orafi, che per l'occasione si associarono nell'impresa. Non si ha documentazione ufficiale circa l'autografia di Nanni di Banco, così come per le altre statue che egli curò per Orsanmichele (i Quattro Santi Coronati e il San Filippo), ma la critica è unanime nell'attribuzione anche grazie alle indicazioni dell'Anonimo Magliabechiano e di Giorgio Vasari. La datazione resta però discussa e controversa. Elementi stilistici del tabernacolo sembrano rilevare un'influenza da parte del vicino rilievo di San Giorgio che uccide il drago di Donatello, che è del 1417. Quindi si ipotizza una realizzazione immediatamente successiva, interrotta dalla morte di Nanni nel 1421; si immagina che poi il tabernacolo sia stato montato dalla sua bottega nell'anno successivo, per alcune disarmonie nell'assemblaggio della statua e della nicchia.
Il pastorale del vescovo Eligio fu rifatto e rubato più volte, finché si decise di lasciarlo senza. La statua originale venne rimossa dall'esterno nel 1988 e restaurata dall'Opificio delle pietre dure nel 1990. In quell'occasione non venne effettuato il calco in gesso poiché ne esisteva già uno nella Gipsoteca dell'Istituto d'Arte di Firenze. La copia, tratta dal gesso, venne ricollocata all'esterno nel 1996.

## Descrizione
Il santo è ritratto come un giovane con la mitra e gli abiti vescovili, che regge nella mano sinistra un libro chiuso e nella destra teneva un pastorale. Raffinata è la leggera riduzione di proporzioni nella testa e nella parte superiore del corpo, che dà alla statua, quando vista dal basso, uno slancio e una levatura di maggior impatto.
La figura è impostata a un goticismo complessivo, con alcune citazioni classiciste come la testa del santo che ricorda i ritratti imperiali di Adriano. Il tipo di panneggio e altri decorativismi sembrano rivelare un'influenza da parte di Ghiberti, in particolare del suo San Giovanni Battista, sempre a Orsanmichele.
In occasione del restauro vennero scoperte tracce dell'antica doratura nei capelli e in alcune decorazioni della veste, che era decorata anche da azzurro oltremare.
Il tabernacolo è ornato da due rilievi: in basso il Miracolo del cavallo risanato, che mostra la bottega di un maniscalco dove una zampa accidentalmente tagliata in fase di ferratura a un cavallo viene miracolosamente ricongiunta al corpo dell'animale, ed è caratterizzato da una matura tecnica a stiacciato; in alto un Cristo benedicente, eseguito con una tecnica simile.

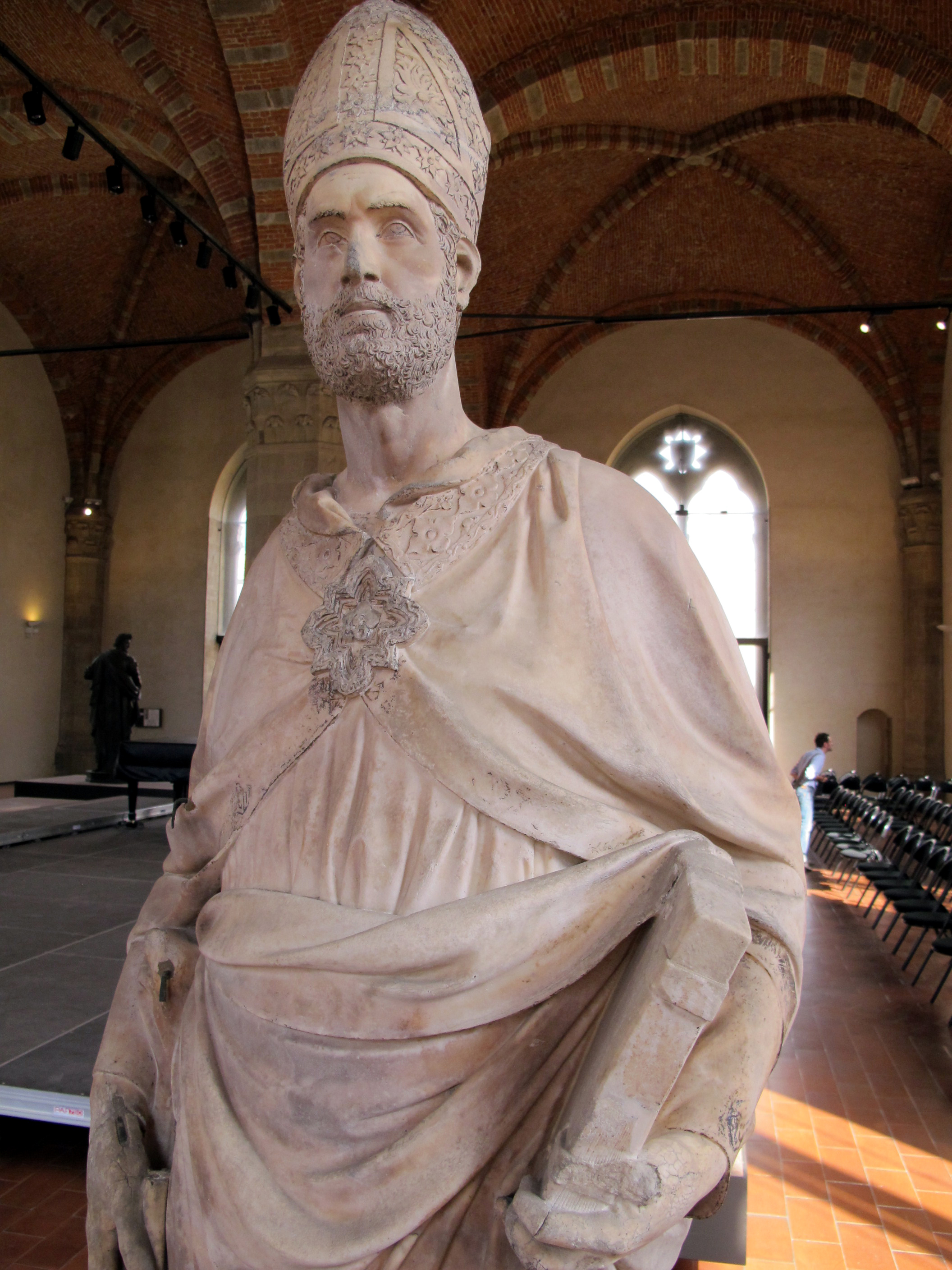
Il dettaglio.
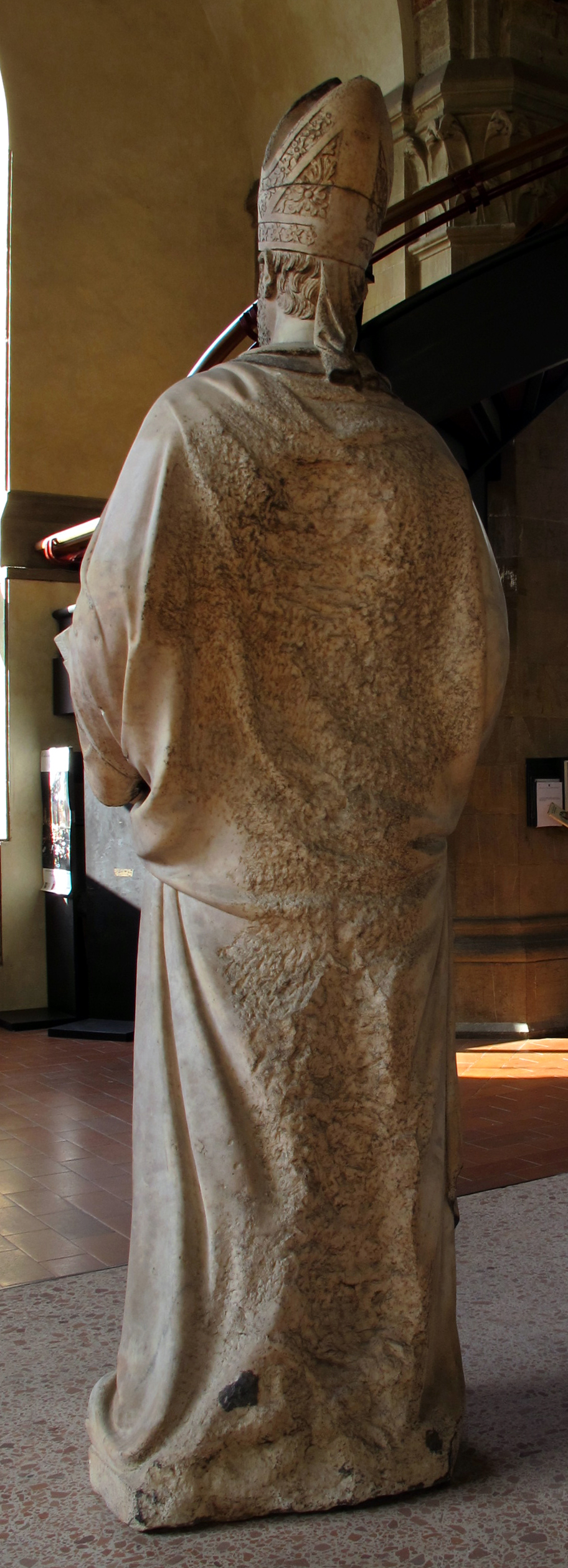
Il retro appena sbozzato.
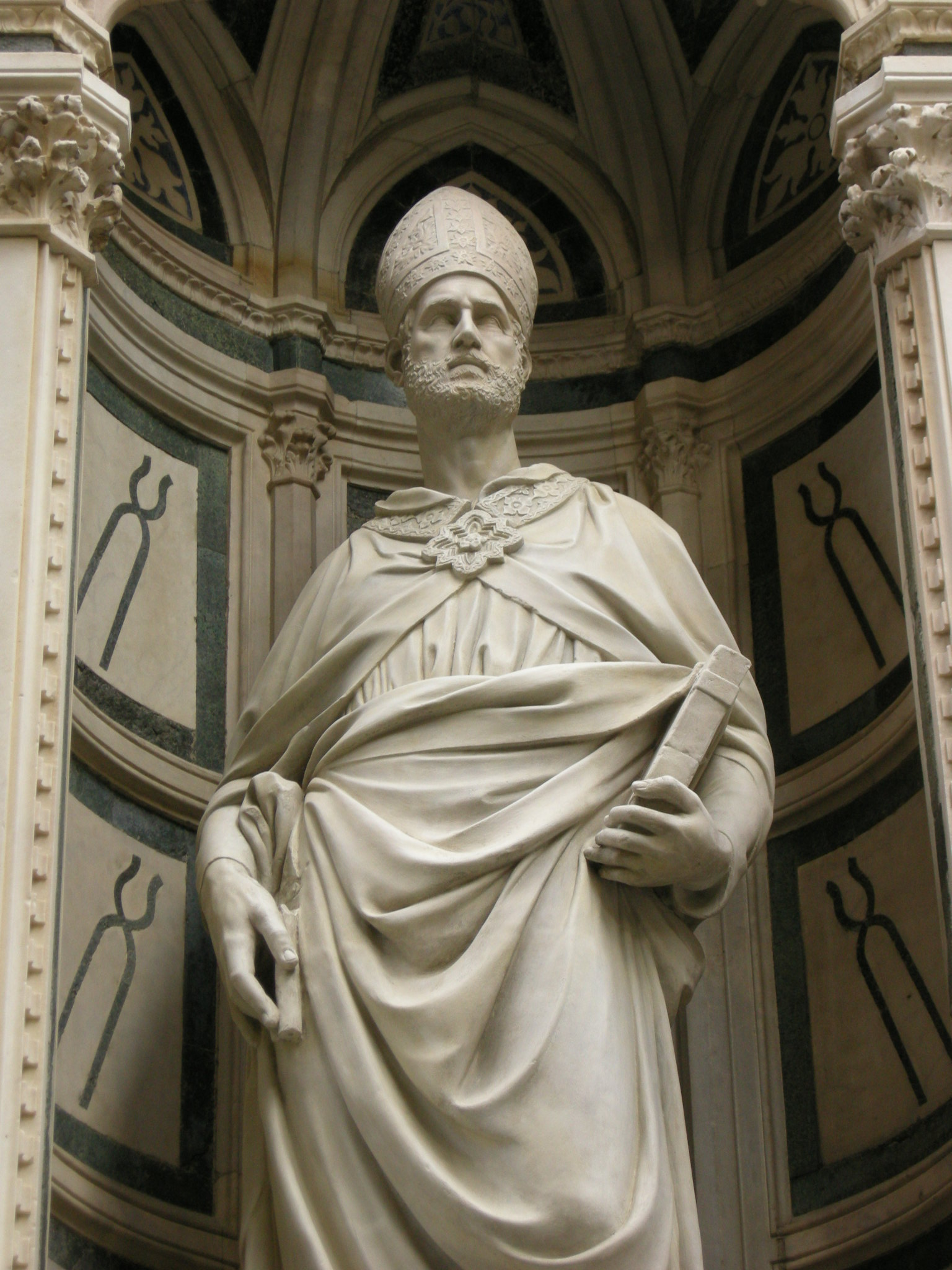
Scorcio dal basso, nella nicchia.
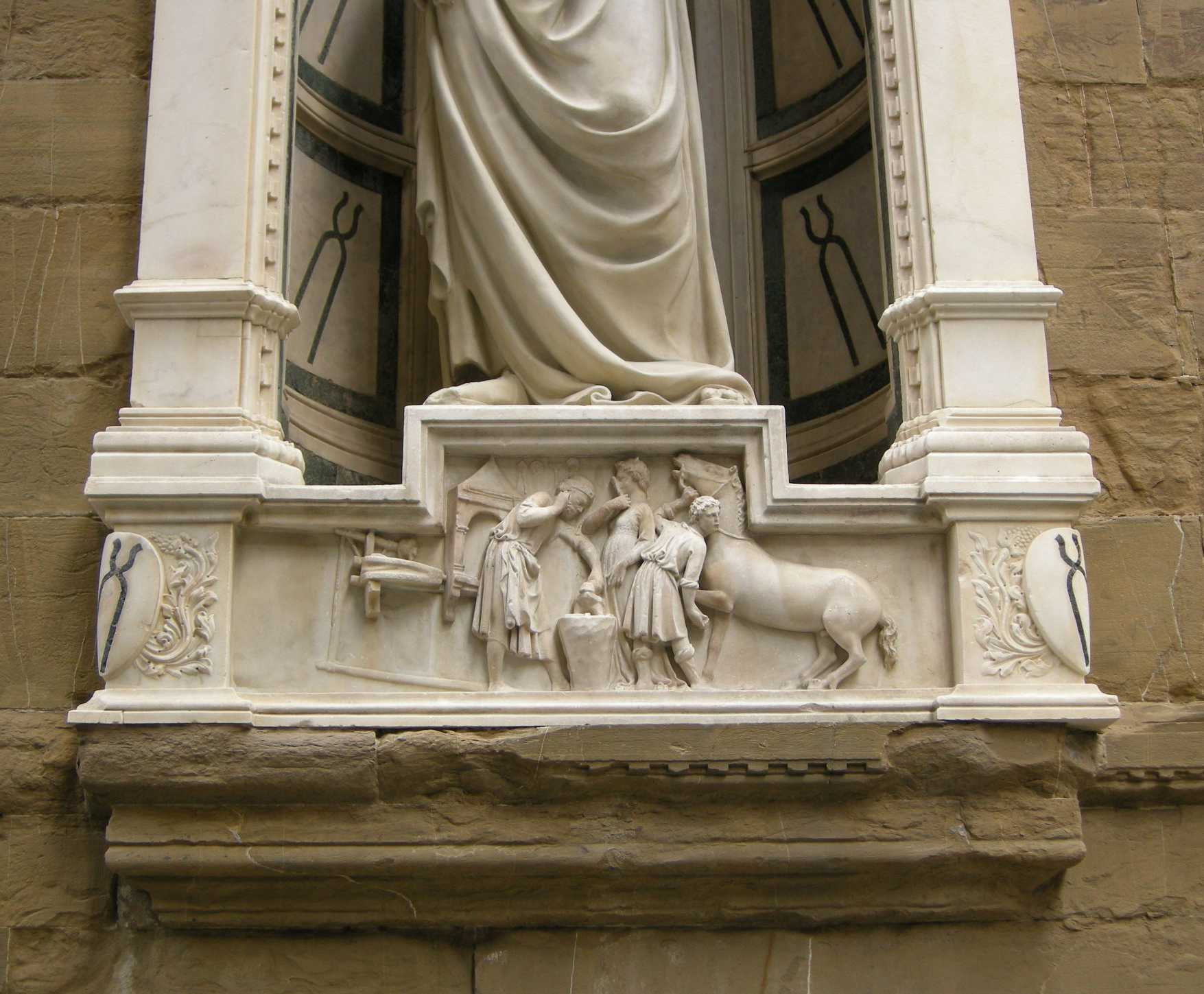
Il rilievo alla base del tabernacolo.